# Casa della Venere in conchiglia
La casa della Venere in conchiglia,  è una lussuosa casa di epoca romana, sepolta durante l'eruzione del Vesuvio del 79 e ritrovata a seguito degli scavi archeologici dell'antica Pompei. Appartenuta alla ricca famiglia dei Satrii, è ubicata nella Regio II su via dell'Abbondanza.

## Descrizione

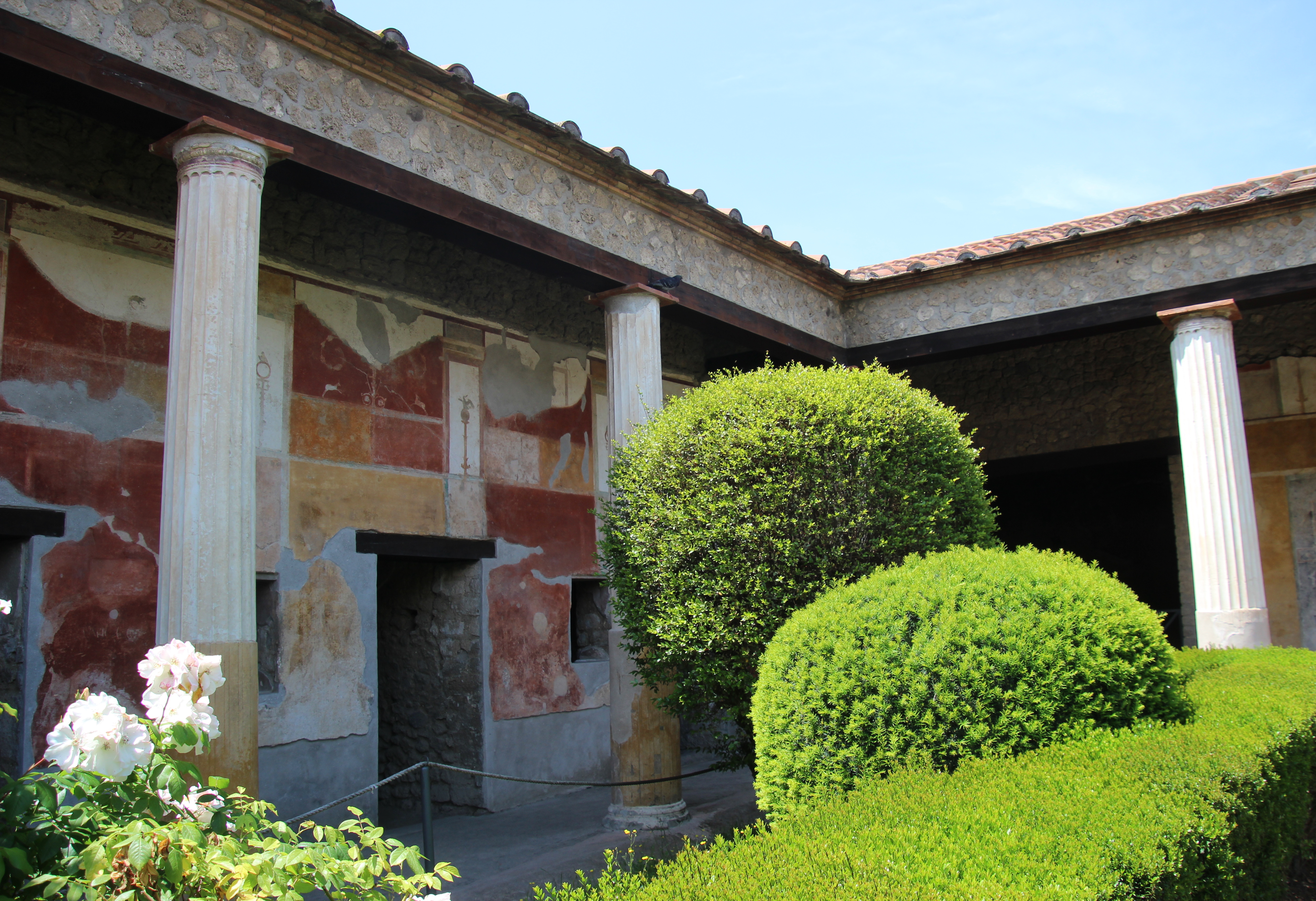
Il peristilio

I vari ambienti della casa, tra cui un gigantesco oecus, secondo per grandezza solo a quello della casa del Menandro, sono disposti, come per la casa dei Vettii, tutti intorno al peristilio. La casa prende il nome dal grande affresco di 10 metri che decora la parete di fondo del peristilio, in cui Venere è distesa all'interno di una conchiglia, completamente nuda, con addosso solo un diadema che le cinge il capo e vari gioielli al collo, ai polsi ed alle caviglie. Trasportata dalle onde è circondata da due amorini. Sul lato sinistro è raffigurato Marte, protettore di Pompei, mentre su quello destro ci sono degli uccelli posati su di una fontana in marmo.
Tra gli ambienti della casa troviamo l'ingresso con atrio provvisto di impluvium, il triclinio capace di tre posti letto per gli ospiti ed il tablino.
Danneggiata durante i bombardamenti del 1943, nel 2016 è terminato un grande intervento di restauro dell'affresco.